# Övreklubben
Övreklubben in een eiland annex schiereiland in de Zweedse Kalixrivier. De rivier stroomt hier door het Morjärvträsket. Het eiland heeft aan de zuidoostpunt een oeververbinding naar het vasteland en is daarom ook een schiereiland. Het heeft een oppervlakte van nog geen hectare en er staat een gebouw op.